# Robert Siboldi
Robert Dante Siboldi (Montevideo, 24 september 1965) is een voetbalcoach en voormalig  profvoetballer uit Uruguay. Hij speelde als doelman en was onder meer actief in Uruguay, Mexico en Argentinië.

## Interlandcarrière
Onder leiding van bondscoach Luis Cubilla maakte Siboldi zijn debuut voor de nationale ploeg op 21 juni 1992 in de vriendschappelijke thuiswedstrijd in Montevideo tegen Australië (2-0). Andere debutanten in dat duel waren Marcelo Saralegui (Club Nacional), Alejandro Larrea (Central Español) en Claudio Morena (Racing Club de Montevideo).
In totaal kwam Siboldi 34 keer uit voor zijn vaderland in de periode 1992-1997. Hij speelde zijn 34ste en laatste interland op 10 september 1997, toen Uruguay met 2-1 verloor van Peru in de kwalificatie voor het WK voetbal 1998 in Frankrijk. Ook voor aanvaller Daniel Fonseca betekende dat duel zijn laatste (30ste) voor zijn vaderland. Fonseca beëindigde zijn interlandloopbaan in mineur, want hij kreeg in de 83ste minuut een rode kaart (tweemaal geel) van de Amerikaanse scheidsrechter Esfandiar Baharmast en moest dus voortijdig naar de kant.

## Erelijst
Tigres
- Liga de Ascenso

1996, 1997